# Cottsia gracilis
Cottsia gracilis är en tvåhjärtbladig växtart som först beskrevs av Asa Gray, och fick sitt nu gällande namn av W.R.Anderson och C.Davis. Cottsia gracilis ingår i släktet Cottsia och familjen Malpighiaceae. Inga underarter finns listade i Catalogue of Life.